# Friedrich von Gentz
 (janvier 2021).
La mise en forme du texte ne suit pas les recommandations de Wikipédia : il faut le « wikifier ».
Les points d'amélioration suivants sont les cas les plus fréquents. Le détail des points à revoir est peut-être précisé sur la page de discussion.
- Les titres sont pré-formatés par le logiciel. Ils ne sont ni en capitales, ni en gras.
- Le texte ne doit pas être écrit en capitales (les noms de famille non plus), ni en gras, ni en italique, ni en « petit »…
- Le gras n'est utilisé que pour surligner le titre de l'article dans l'introduction, une seule fois.
- L'italique est rarement utilisé : mots en langue étrangère, titres d'œuvres, noms de bateaux, etc.
- Les citations ne sont pas en italique mais en corps de texte normal. Elles sont entourées par des guillemets français : « et ».
- Les listes à puces sont à éviter, des paragraphes rédigés étant largement préférés. Les tableaux sont à réserver à la présentation de données structurées (résultats, etc.).
- Les appels de note de bas de page (petits chiffres en exposant, introduits par l'outil «  Source ») sont à placer entre la fin de phrase et le point final[comme ça].
- Les liens internes (vers d'autres articles de Wikipédia) sont à choisir avec parcimonie. Créez des liens vers des articles approfondissant le sujet. Les termes génériques sans rapport avec le sujet sont à éviter, ainsi que les répétitions de liens vers un même terme.
- Les liens externes sont à placer uniquement dans une section « Liens externes », à la fin de l'article. Ces liens sont à choisir avec parcimonie suivant les règles définies. Si un lien sert de source à l'article, son insertion dans le texte est à faire par les notes de bas de page.
- La présentation des références doit suivre les conventions bibliographiques. Il est recommandé d'utiliser les modèles {{Ouvrage}}, {{Chapitre}}, {{Article}}, {{Lien web}} et/ou {{Bibliographie}}. Le mode d'édition visuel peut mettre en forme automatiquement les références.
- Insérer une infobox (cadre d'informations à droite) n'est pas obligatoire pour parachever la mise en page.

Pour une aide détaillée, merci de consulter Aide:Wikification.
Si vous pensez que ces points ont été résolus, vous pouvez retirer ce bandeau et améliorer la mise en forme d'un autre article.
 (mai 2021).
Friedrich Gentz ou Frédéric Gentz, né le 2 mai 1764 à Breslau, mort le 9 juin 1832 à Vienne, est un écrivain et homme politique prussien. Philosophe et disciple de Kant, il fut également journaliste et diplomate, notamment auprès de Metternich. Écrivain passionné et engagé, il a écrit des œuvres fondamentales d'économie politique et fut surtout un des principaux acteurs du mouvement contre-révolutionnaire et probablement l'adversaire européen de Napoléon le plus actif.

## Biographie
Le père de Friedrich Gentz était administrateur et sa mère une proche parente du ministre prussien Ancillon.
Le frère de Friedrich, Heinrich Gentz, était un important architecte de la mouvance classique. Friedrich a passé son enfance et son adolescence à Breslau au lycée Sainte-Marie-Madeleine. Par la suite, il fréquenta le lycée de Joachimsthal de Berlin. Gentz étudia à Königsberg auprès du grand philosophe Kant. Élève brillant, Kant lui confia même les épreuves de la relecture de La Critique de la raison pratique. En 1785, Gentz retourna, sans le moindre diplôme, à Berlin et commença une carrière dans l'administration prussienne. Il n'aimait pas son travail et le comparait à un esclavage moderne.
En 1793, il fut nommé conseiller au ministère de la Guerre. Il entama également au même moment une carrière d'écrivain en répondant à un article du grand homme d'État conservateur Justus Möser, dans la Berlinische Monatsschrift en 1791. Gentz critiqua Möser dans une argumentation imprégnée de philosophie kantienne. En 1793, il obtint la reconnaissance du public à travers sa traduction des Reflections on the Revolution in France d'Edmund Burke. La même année, il se maria avec Minna Gilly (fille de David Gilly, administrateur des bâtiments de la Couronne du royaume de Prusse et directeur de l'académie d'architecture de Berlin). Gentz fut, au départ, satisfait d'avoir assouvi son désir d'une vie stable et bourgeoise, mais il ne résista pas plus de quelques semaines à l'attrait des salons (ceux d'Henriette Herz et de Rahel Varnhagen en particulier) et des maisons de jeux. Sa nature de viveur passionné reprit vite le dessus, laissant sa femme désabusée quant à la nature de son époux, bien éloignée du jeune fonctionnaire calme et sédentaire qu'elle avait souhaité.
Pendant ses années de mariage, Gentz développa dans la presse ses talents d'hommes de lettres. Il fonda la Neue Deutsche Monatsschrift en 1795. Ce journal ne dura qu'une année. Dans le dernier numéro, il annonce que l'écriture d'une histoire de la Révolution ne lui permet pas de continuer la parution du journal. Il prend en 1793 la place de Wilhelm August Rehberg dans la "couverture journalistique" de la Révolution française, par le biais de l’Allgemeine Literatur Zeitung, s'affirmant ainsi comme le "contre révolutionnaire" allemand le plus doué et le plus zélé. Il traduit alors des œuvres de contre révolutionnaires émigrés comme celle de Mallet du Pan, de Mounier et de D'Ivernois ou encore d'Edmund Burke. Mais c'est à travers la parution de l'Historisches Journal en 1799 et en 1800 que s'exprime tout son talent d'écrivain politique engagé.
En 1801, après la publication de deux de ses œuvres majeures (traduites en plusieurs langues dès leur parution, son livre sur "l'état politique de l'Europe" a même été édité plus de - fois en anglais) Sur l'origine et le caractère de la guerre face à la Révolution française et Sur l'État politique de l'Europe avant et après la Révolution française, Gentz, soutenu financièrement par l'Angleterre et recevant des cadeaux de l'Autriche et de la Russie, se trouva dans une position politique délicate du fait de son opposition croissante à la politique de neutralité de la Prusse. Ainsi en 1802, après son divorce, il quitta Berlin pour Vienne.
Il trouva Vienne bien fade à son arrivée et ne fut pas bien reçu par l'empereur du Saint-Empire romain germanique, François II. Il fait la connaissance de Metternich à Dresde en 1802. Il deviendra par la suite son principal collaborateur et sera secrétaire du congrès de Vienne.

## Œuvres
Ses œuvres complètes ont été publiées en douze volumes par Günther Kronenbitter entre 1997 et 2004.
Friedrich Gentz: Gesammelte Schriften. 12 Bände in 24 Teilbänden. Hg. von Günther Kronenbitter, Hildesheim - Zürich - New York: Olms 1997–2004 (= Historia scientiarium. Geschichte und Politik).:
- Band 1: Ueber den Ursprung und Charakter des Krieges gegen die Französische Revoluzion. Vorwort von Günther Kronenbitter, 1997
- Band 2: Von dem Politischen Zustande von Europa vor und nach der Französischen Revoluzion. Vorwort von Günther Kronenbitter, 1997.
- Band 3: Authentische Darstellung des Verhältnisses zwischen England und Spanien, 1997
- Band 4: Fragmente aus der neuesten Geschichte des Politischen Gleichgewichts in Europa, 1997.
- Band 5: Historisches Journal: Eine Auswahl, 1999.
- Band 6: Übersetzungen: Einleitungen und Kommentare, 1998.
- Band 7: Kleine Schriften, 1998.
- Band 8/1: Ein Denkmal. Briefe und vertraute Blätter, 2002.
- Band 8/2: Ein Denkmal. Kleinere Schriften, 1. Teil, 2002.
- Band 8/3: Ein Denkmal. Kleinere Schriften, 2. Teil, 2002.
- Band 8/4: Ein Denkmal. Briefwechsel zwischen Gentz und Johannes v. Müller, 2002.
- Band 8/5: Ein Denkmal. Ungedruckte Denkschriften, Tagebücher und Briefe, 2002.
- Band 9: Briefwechsel zwischen Friedrich Gentz und Adam Heinrich Müller: 1800–1829. 2002.
- Band 10/1: Briefe von Friedrich von Gentz an Pilat: ein Beitrag zur Geschichte Deutschlands im XIX. Jahrhundert. 1, 2002.
- Band 10/2: Briefe von Friedrich von Gentz an Pilat: ein Beitrag zur Geschichte Deutschlands im XIX. Jahrhundert. 2, 2002.
- Band 11: Briefe von und an Friedrich von Gentz. 4 Bde. Nachdruck, 2002.
- Band 12: (insgesamt 5 Bände/Teile) Tagebücher von Friedrich Gentz 1800–1831. Einleitung von Günther Kronenbitter, 2004.
- De la paix perpétuelle (1800). Traduction, présentation et annotation par Mouchir Basile Aoun, (Coll. «Thesaurus de philosophie du droit ».) 1997.
- The Origin and Principles of the American Revolution, Compared with the Origin and Principles of the French Revolution (1800). English translation of: Der Ursprung und die Grundsätze der Amerikanischen Revolution, verglichen mit dem Ursprung und den Grundsätzen der Französischen (1800), edited and with an Introduction by Peter Koslowski, translated by John Quincy Adams (later 6th President of the United States of America), in the year 1800, Liberty Fund Indianapolis, 2009. http://oll.libertyfund.org/index.php?option=com_staticxt&staticfile=show.php%3Ftitle=2376&Itemid=28